# Ромбеж-Ґрудуський
Ромбеж-Ґрудуський (пол. Rąbież Gruduski) — село в Польщі, у гміні Ґрудуськ Цехановського повіту Мазовецького воєводства.
Населення — 236 осіб (2011).
У 1975-1998 роках село належало до Цехановського воєводства.

## Демографія
Демографічна структура станом на 31 березня 2011 року:
|          | Загалом | Допрацездатний вік | Працездатний вік | Постпрацездатний вік |
| -------- | ------- | ------------------ | ---------------- | -------------------- |
| Чоловіки | 126     | 29                 | 89               | 8                    |
| Жінки    | 110     | 15                 | 71               | 24                   |
| Разом    | 236     | 44                 | 160              | 32                   |